# Anania egentalis
Anania egentalis är en fjärilsart som beskrevs av Hugo Theodor Christoph 1881. Anania egentalis ingår i släktet Anania och familjen Crambidae. Inga underarter finns listade i Catalogue of Life.